# Åke Hellman (musiker)
Åke Hellman, född 14 oktober 1940 i Stockholm, är en svensk dragspelare.

## Biografi
Åke Hellman växte upp i Stockholm och i Stockholms skärgård. Fadern, Lennart Hellman, spelade dragspel vilket inspirerade sonen redan som sjuåring. Åke Hellman började ta lektioner hos Karl-Erik Sandberg och fortsatte att studera musik privat under tonåren. 1956 skrev och arrangerade Hellman "Ingmarsövalsen" tillsammans med sin far. De första egna melodierna blev "Brottöminnen" (1959), "Lillstugan" (1961) och "Sommarkväll i skärgården" (1963).
1977 inleddes en ett samarbete med tenorsaxofonisten och jazzmusikern Lennart ”Jonken” Jonsson som resulterade i första LP:n På bryggan, vilken blev starten på en professionell karriär. 
Åke Hellman var president i dragspelsföreningen Föreningen Bälgien 1990–1998 och är sedan 1997 ordförande i Sveriges Dragspelares Riksförbund med över 3 000 medlemmar.
Den 28 mars 2017 tilldelades Åke Hellman SKAP:s hederspris med motiveringen: ”Som spelman, eldsjäl, kompositör och föreningsman har han, med aldrig sviktande passion och glädje, kämpat för dragspelsmusiken och dess utövare under flera decennier.”

## Diskografi
Fem LP-skivor har getts ut på märkena Coop, Round Up och CBS Records samt två CD-skivor på eget förlag under 1990-talet.
CD-skivor på eget förlag är
- Stockholm. Öarnas och strändernas stad 1994
- Sommarkänning 1997
- Båtdrömmen 2000

## Filmografi
Filmdebuten blev en roll som dragspelare i filmen "Greger Olsson köper en bil" i regi av Björn Runge.